# Отделитель
Отделитель — высоковольтный аппарат, предназначенный для быстрого автоматического отключения повреждённых участков цепи в бестоковую паузу АПВ, поскольку его конструкция не рассчитана на гашение электрической дуги.
Устройство отделителя такое же как и разъединителя.
Отличие от последнего в том, что отделитель в комбинации с короткозамыкателем создаёт систему отделитель — короткозамыкатель которая представляет альтернативу высоковольтному выключателю.

## Принцип действия
Обычно отделитель представляет контактную систему рубящего типа без дугогашения и снабжённого пружинно — моторным приводом.
В нормальном режиме электродвигателем осуществляется натяжение пружины и постановку механизма на защёлку. При подаче
сигнала защелка освобождается специальным расцепителем электромагнитного действия и под действием натянутой пружины отделитель размыкает цепь. Такой принцип (пружинное отключение) необходим для энергонезависимости срабатывания
отделителя (для надёжной его работы). Необходимо также отметить обязательную блокировку отключения отделителя под током
(см. статью «Система отделитель — короткозамыкатель»).

## Преимущества
- Дешевизна — по сравнению с тяжёлым высоковольтным выключателем

## Недостатки
- Низкая надёжность — поскольку отделители располагаются в основном в ОРУ, то осадки могут привести к отказу срабатывания отделителя.

## Применение
Область применения отделителей сокращается в связи с признанием системы отделитель — короткозамыкатель морально устаревшей. Отделители также применяются в воздушных выключателях, как оборудование интегрированное в аппарат.